# Гузинське сільське поселення
Гу́зинське сільське поселення (рос. Гузинское сельское поселение) — муніципальне утворення у складі Великоберезниківського району Мордовії, Росія. Адміністративний центр — село Гузинці.

## Населення
Населення — 458 осіб (2019, 459 у 2010, 539 у 2002).

## Склад
До складу поселення входять такі населені пункти:
| Населений пункт      | Населення, осіб (2002) | Населення, осіб (2010) |
| -------------------- | ---------------------- | ---------------------- |
| Гузинці, село        | 235                    | 229                    |
| Дегільовка, присілок | 304                    | 230                    |